# Codex Basilensis
De Codex Basilensis (Bazel, Univ. Bibl. AN III 12), Codex Ee of 07 (Gregory-Aland), is een van de Griekse handschriften van het Nieuwe Testament. Het manuscript dateert uit de 8e eeuw, en is geschreven in hoofdletters (uncialen) op perkament.

## Beschrijving
De Codex Basilensis bestaat uit 318 perkamentbladen (23 x 16,5 cm) met telkens een kolom tekst van 23 regels.

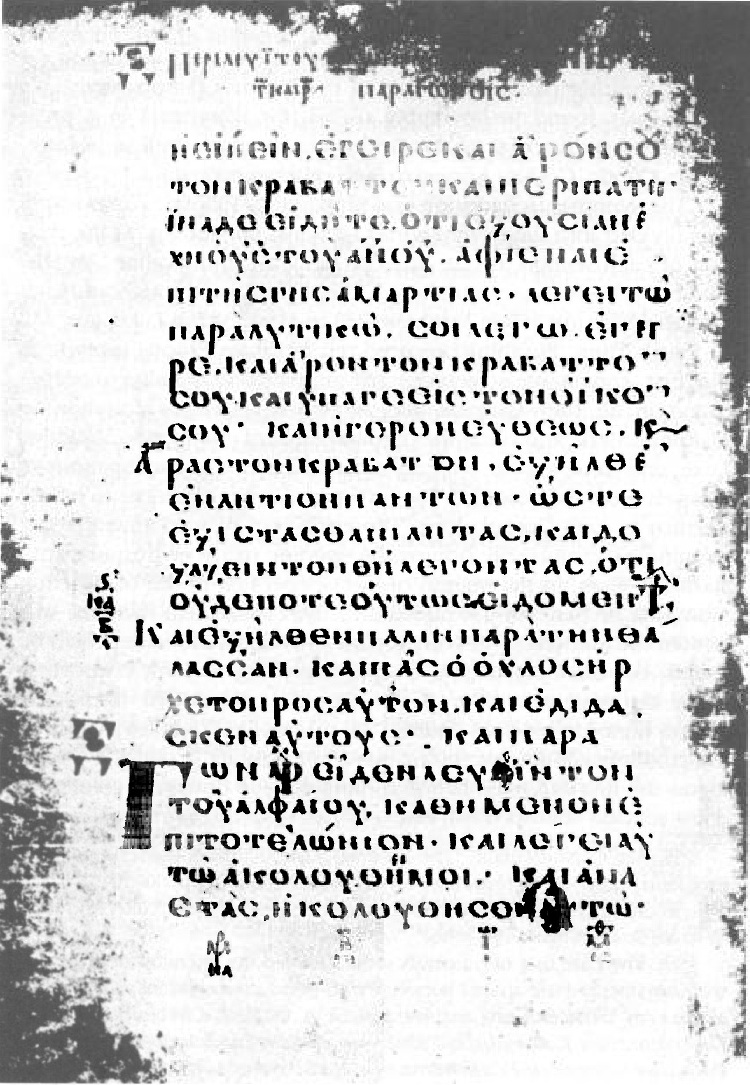
Marcus 2,9-14

De codex bevat vrijwel de volledige tekst van de Evangeliën. Van het Evangelie volgens Lucas ontbreken vijf kleine fragmenten (1:69-2:4; 3:4-15; 12:58-13:12; 15:8-20; 24:47 tot het einde). Drie van deze fragmenten zijn er later in een cursief schrift aan toegevoegd. De Codex Basilensis vertegenwoordigt het Byzantijnse teksttype, Kurt Aland plaatste de codex in Categorie V.
Waarschijnlijk bracht kardinaal Johannes de Ragusio het handschrift naar Bazel en schonk het aan het Dominicaans klooster. In 1559 ging de codex naar de universiteitsbibliotheek.